# Chékéba Hachemi

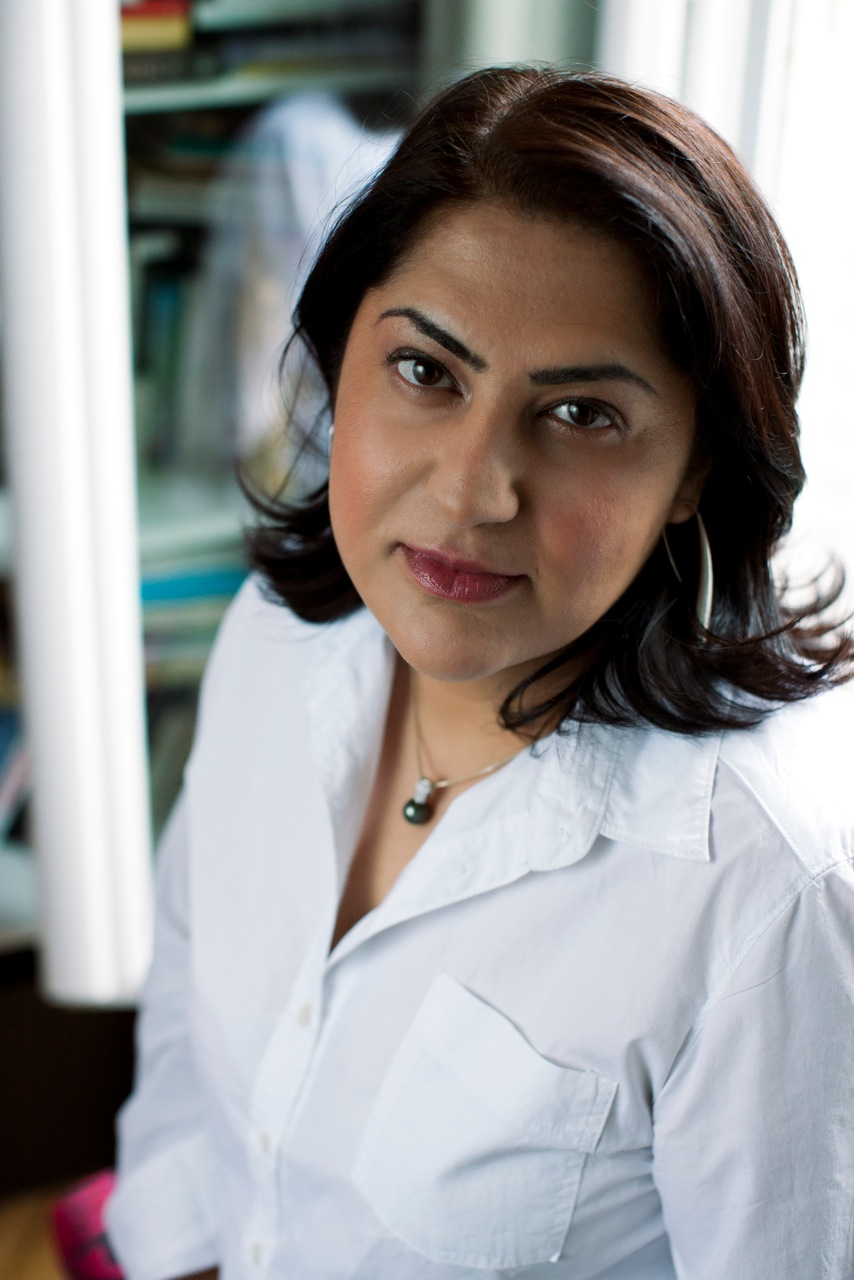
Chékéba Hachemi

Chékéba Hachemi (Dari: شکیبا هاشمی), (* 20. Mai 1974 in Kabul) ist eine afghanische Frauenrechtlerin und Schriftstellerin. Sie war die erste afghanische Frau, die 2001 zur Diplomatin ernannt wurde. Hachemi ist die Präsidentin der NGO Afghanistan Libre, die sie gegründet hat.

## Kindheit und Studium
Chékéba Hachemi floh 1986 während der sowjetischen Invasion aus ihrem Heimatland und kam im Alter von 11 Jahren nach Frankreich. Sie studierte an der ESCP Business School in Paris.

## Karriere

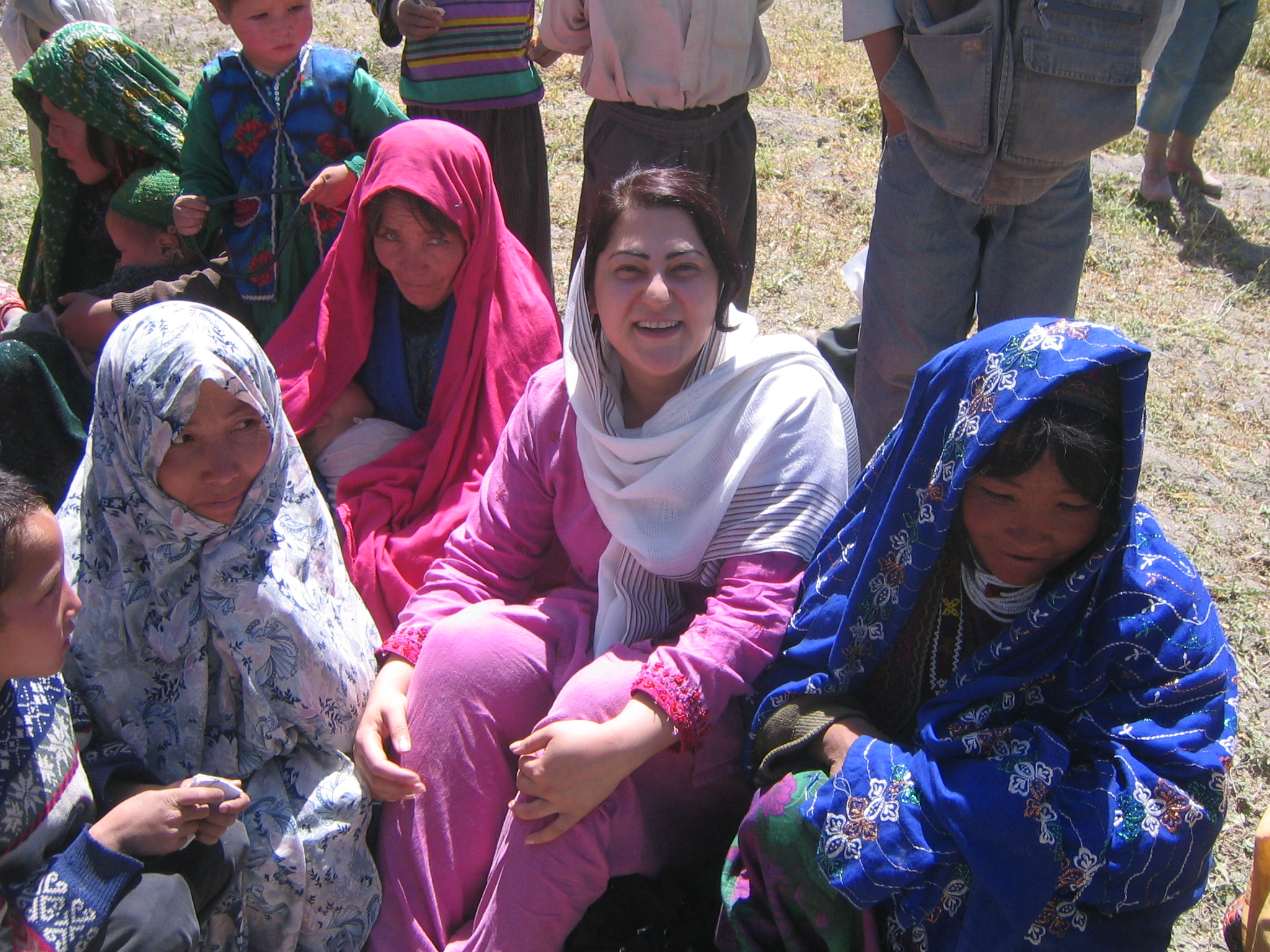
Chékéba Hachemi mit den Frauen von Bamyan, 2006

Hachemi gründete 1996 die Organisation Afghanistan Libre als Reaktion auf die Verschlechterung der Rechte von afghanischen Frauen unter dem Taliban-Regime. Das Ziel von Afghanistan Libre besteht darin, Mädchen und Frauen in den ländlichen Gebieten Afghanistans den Zugang zu Bildung, Gesundheit und Berufsausbildung zu erleichtern, um ihnen die Unabhängigkeit zu ermöglichen.
In Europa und den Vereinigten Staaten hat Hachemi zahlreiche Aktionen für Afghanistan durchgeführt: Pressekampagnen, Lobbyarbeit bei Unternehmen, Politikern und Institutionen. Sie hat an einer  Arbeitsgruppe mit dem damaligen UN-Generalsekretär Kofi Annan teilgenommen. Sie war Ehrengast bei der ILO, beim internationalen Frauentag in Genf und beim UNHCR.
Als erste Diplomatin der afghanischen Übergangsregierung wurde Hachemi im Januar 2002 zur Ersten Sekretärin der afghanischen Botschaft bei der Europäischen Union ernannt. Im Juli 2005 wurde sie von der Regierung in Kabul zur Sonderberaterin des Vizepräsidenten ernannt, die für nationale Schwerpunktprojekte zuständig ist. Im März 2007 wurde sie von Präsident Hamid Karzai zur Ministerberaterin mit Sitz in Paris ernannt. Im Jahr 2009 trat Hachemi von ihrem Amt zurück und prangerte die Korruption in der Regierung an.
2009 gründete Hachemi zusammen mit Marie-Françoise Colombani das Beratungsunternehmen Epoke Conseil, das sich für die Gleichstellung von Männern und Frauen in Frankreich einsetzt, sowie CH Consulting, das sich auf die Untersuchung und Gestaltung von sozialen Projekten zur Stellung der Frau in Unternehmen spezialisiert hat. Als Strategieberaterin der Großherzogin von Luxemburg war sie an der Organisation der internationalen Konferenz „Stand, Speak, Rise Up“ zur Beendigung sexueller Gewalt in Kriegsgebieten im März 2019 in Luxemburg beteiligt.

## Veröffentlichungen
- L'Insolente de Kaboul, 2012, Éditions Anne Carrière, ISBN 978-2-8433-7570-5[6]
- Pour l'Amour de Massoud, 2005, mit Sediqa Massoud und Marie-Françoise Colombani, XO Éditions, ISBN 978-2-8456-3243-1[7]
- Visage volé, avoir 20 ans à Kaboul, 2001, mit Latifa, Éditions Anne Carrière, ISBN 978-2-8433-7168-4[8]

## Preise und Auszeichnungen
- 2005: Prix Vérité, Spezialpreis der Jury mit Sediqa Massoud und Marie-Françoise Colombani für Pour l'Amour de Massoud[9]
- 2012: Trofémina „Prix humanitaire“[10]
- 2012: Preis für Menschenrechte der französischen Republik Prix des droits de l'homme für die NGO Afghanistan Libre[11]
- 2013: Ritter des französischen Ordens Ordre national du Mérite[12]
- 2014: Goldmedaille beim Menschenrechtsforum in Crans Montana[13]
- 2016: RAJA Women's Award  in der Kategorie Bildung und soziales Engagement für die NGO Afghanistan Libre[14]
- 2017: Positive Empowerment Award der Stiftung Positive Planet[15]
- 2019: Internationaler Preis der Stiftung La France s'engage für die NGO Afghanistan Libre[16]